# 新力高升
新力高升（英語：Super Sunny Sing），是一匹曾在香港出賽的已退役賽駒，練馬師是蘇偉賢。

## 簡介
2022年5月22日，「新力高升」於香港首次出賽。
2022年7月1日，「新力高升」打開其在港的勝利之門。
2023年2月26日，何澤堯策騎「新力高升」勝出四歲馬經典賽事系列次關香港經典盃。賽後，何澤堯說道：「馬兒已更為成熟，今仗跑來很放鬆，當然有望出戰打吡。但我認為蔡約翰的那匹馬（「永遠美麗」）很難應付，屆時且看如何。我對今仗一直很有信心，蘇偉賢及其馬房團隊花了很多工夫來保持馬兒的良好狀態。現時將以打吡為目標，我們必須保持牠的進度。這匹馬進步神速，好像與生俱來懂得如何取勝，上仗增程至千六米時，牠跑來一點問題也沒有，牠的加速力強勁，是匹很聰明的馬。我們知道手上有匹與眾不同的佳駟。」練馬師蘇偉賢說道：「有機會訓練如此一匹好馬，並且能夠勝出此項賽事，令我非常開心，並且如釋重負。馬兒今日的表現證明牠應該能夠應付更長的途程，但還要看牠賽後的情況怎樣。若然一切合符理想，我們會進軍打吡。備戰功夫將依照計劃進行，不會有太大的改變，最重要是讓馬兒保持身心愉快。」隨後，新力高升再上陣10次，仍能增添2冠1季1殿。
2025年5月19日，「新力高升」因右前腿傷患關係，宣告退役，正式結束其競賽生涯。

## 在港勝出賽事全紀錄
| 比賽日期   | 賽事名稱                      | 賽事班次 | 賽道 | 賽事路程 | 比賽馬場 | 名次 | 完成時間 | 騎師   |
| ---------- | ----------------------------- | -------- | ---- | -------- | -------- | ---- | -------- | ------ |
| 01/07/2022 | 卓越領導1200米讓賽            | 第四班   | 草地 | 1200米   | 沙田馬場 | 1    | 1:12.38  | 莫雷拉 |
| 11/12/2022 | 滿樂時讓賽                    | 第三班   | 草地 | 1400米   | 沙田馬場 | 1    | 1:22.06  | 蔡明紹 |
| 01/01/2023 | 鳳凰木讓賽                    | 第三班   | 草地 | 1400米   | 沙田馬場 | 1    | 1:22.08  | 何澤堯 |
| 24/01/2023 | 大利讓賽                      | 第三班   | 草地 | 1600米   | 沙田馬場 | 1    | 1:34.98  | 何澤堯 |
| 26/02/2023 | 香港經典盃                    | 四歲馬   | 草地 | 1800米   | 沙田馬場 | 1    | 1:46.26  | 何澤堯 |
| 01/10/2023 | 北京讓賽                      | 第二班   | 草地 | 1600米   | 沙田馬場 | 1    | 1:34.41  | 何澤堯 |
| 25/02/2024 | 花旗銀行CITI PRIVATE BANK讓賽 | 第二班   | 草地 | 1600米   | 沙田馬場 | 1    | 1:35.21  | 艾兆禮 |

## 外部連結
- . 2023-02-26  [2023-02-26]. （原始内容存档于2023-04-22）.